# Пауліне Вонг
Пауліне Вонг (нід. Pauline Wong; нар. 23 листопада 1985) — колишня нідерландська тенісистка.
Найвищу одиночну позицію світового рейтингу — 323 місце досягла 28 січня 2008, парну — 257 місце — 26 травня 2008 року.
Здобула 4 одиночні та 4 парні титули.
Завершила кар'єру 2009 року.

## Фінали ITF
| турніри $25,000 |
| турніри $10,000 |

### Одиночний розряд: 7 (4–3)
| Результат | Ранг | Дата            | Турнір                         | Покриття   | Суперниця        | Рахунок     |
| --------- | ---- | --------------- | ------------------------------ | ---------- | ---------------- | ----------- |
| Поразка   | 1.   | 30 жовтня 2005  | ITF Porto Santo, Португалія    | Тверде     | Сорана Кирстя    | 2–6, 6–7(3) |
| Поразка   | 2.   | 25 червня 2006  | ITF Алкмар, Нідерланди         | Ґрунт      | Даніелле Гармсен | 1–6, 1–6    |
| Поразка   | 3.   | 27 серпня 2006  | ITF Влардінген, Нідерланди     | Ґрунт      | Неуза Сілва      | 1–6, 2–6    |
| Перемога  | 4.   | 1 квітня 2007   | ITF Бат, Велика Британія       | Тверде (i) | Джулія Бон       | 6–3, 6–0    |
| Перемога  | 5.   | 26 серпня 2007  | ITF Саттон, Велика Британія    | Тверде     | Мартіна Бабакова | 6–4, 6–1    |
| Перемога  | 6.   | 2 вересня 2007  | ITF Енсхеде, Нідерланди        | Ґрунт      | Даніелле Гармсен | 7–6(1), 6–4 |
| Перемога  | 7.   | 18 вересня 2007 | ITF Ноттінгем, Велика Британія | Тверде     | Анна Сміт        | 7–5, 6–2    |

### Парний розряд: 5 (4–1)
| Результат | Ранг | Дата            | Турнір                     | Покриття   | Партнерка       | Суперниці                             | Рахунок       |
| --------- | ---- | --------------- | -------------------------- | ---------- | --------------- | ------------------------------------- | ------------- |
| Перемога  | 1.   | 10 вересня 2006 | ITF Енсхеде, Нідерланди    | Ґрунт      | Марлот Медденс  | Ґо Сюаньюй Чжоу Імяо                  | 7–6(6), 6–2   |
| Перемога  | 2.   | 1 квітня 2007   | ITF Бат, Велика Британія   | Тверде (i) | Лаура Габеркорн | Анна Говкінс Елізабет Томас           | 6–1, 3–6, 6–1 |
| Поразка   | 3.   | 26 лютого 2008  | ITF Fort Walton Beach, США | Тверде     | Нікол Тіссен    | Анна Фіцпатрік Ана Веселинович        | 6–3, 6–7(4)   |
| Перемога  | 4.   | 18 серпня 2008  | ITF Енсхеде, Нідерланди    | Ґрунт      | Хаєнне Евейк    | Даніела Ковелло Бо Вергюлсдонк        | 6–1, 6–4      |
| Перемога  | 5.   | 10 травня 2009  | ITF Вісбаден, Німеччина    | Ґрунт      | Леоні Мекел     | Александра Каданцу Александра Ступару | 6–1, 6–3      |